# Cecil Leonard Basil Duke
Cecil Leonard Basil Duke, britanski general, * 1896, † 1963.